# 天木一太
天木 一太（あまき いった、1921年（大正10年）1月14日 - 2002年（平成14年）9月9日は、日本の医学者、医師。専門は、血液内科学、免疫学。学位は、医学博士。
元日本大学名誉教授、元東京都赤十字血液センター長、元日本大学主任教授。

## 経歴
愛知県 常滑市生まれ。 弘前高等学校 (旧制)から戸塚海軍衛生学校を経て、東北大学医学部卒業。1945年、同医学部内科教室（教授　黒川利雄）に入局。1953年、国立東京第一病院。1954年、日本大学医学部第一内科教室（教授　比企能達）に入局、1965年から１年間米国New England Medical Center Hospitalで研鑽、1970年、同教室教授に就任。1986年、定年退職後、東京都赤十字血液センター長。医学博士（東北大学）、論文「臟器穿刺塗抹標本による悪性腫瘍の細胞学的診断について」。日本大学名誉教授。
日本臨床血液学会会長、日本血液学会理事、日本輸血学会・日本臨床血液学会・日本リウマチ学会などの評議員などを歴任。2002年（平成14年）逝去、享年81。

## 参考資料
- 天木一太教授退任記念論文集、日本大学医学部第一内科学教室、1986.3